# Grasmosklokje
Het grasmosklokje (Galerina graminea) is een schimmel behorend tot de familie Hymenogastraceae. Hij leeft saprotroof op de grond, vaak tussen mossen (geen Sphagnum), vooral in (matig) schrale graslanden, wegbermen en grazige plekken in de duinen, zelden in bossen, op matig voedselrijke, meestal kalkhoudende, zwak zure tot basische zand- en kleibodems.

## Kenmerken

### Uiterlijke kenmerken
Hoed
De hoed heeft een diameter van 5–15 mm. De vorm is aanvankelijk convex, daarna klokvormig of licht umbovormig met een geribbelde rand, oranje.
Steel
De steel is 2–5 cm lang en 1–2 mm dik. De vorm is cilindrisch tot iets verbreed aan de voet. De kleur is lichtoranje. Het oppervlak is vezelig, jong met wollige velumrestjes.
Lamellen
De lamellen zijn aflopend, aangehecht tot iets aflopend met tandje. De kleur is oranje.
Vlees
Het heeft geen duidelijke geur en een licht bittere smaak.
Sporenprint
De sporenprint is bruin. 

### Microscopische kenmerken
De basidia zijn 4-sporig. De sporen zijn ellipsvormig, dunwandig, zonder kiempore, glad of fijn wratachtig, bleek egel bruin, geen reactie met KOH, en meten 7–9,5 × 4–5 μm. Er zijn geen gespen aanwezig. Cheilocystidia zijn over de hele steel aanwezig en meten 27-43 × 5-7 × 1,5-3 × 2,5 μm. Pileocystidia zijn ook aanwezig.

## Verspreiding
Het komt voor in het grootste deel van Noord-Amerika en de meeste Europese landen. In Nederland komt het grasmosklokje algemeen voor.

## Foto's

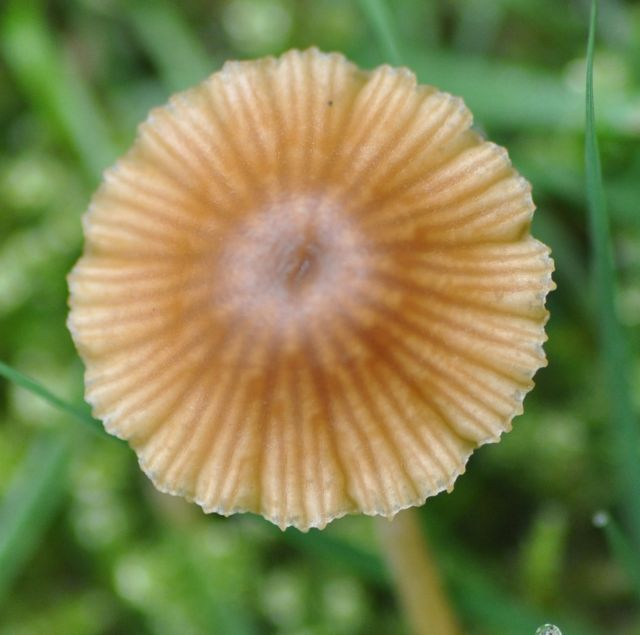
Hoed
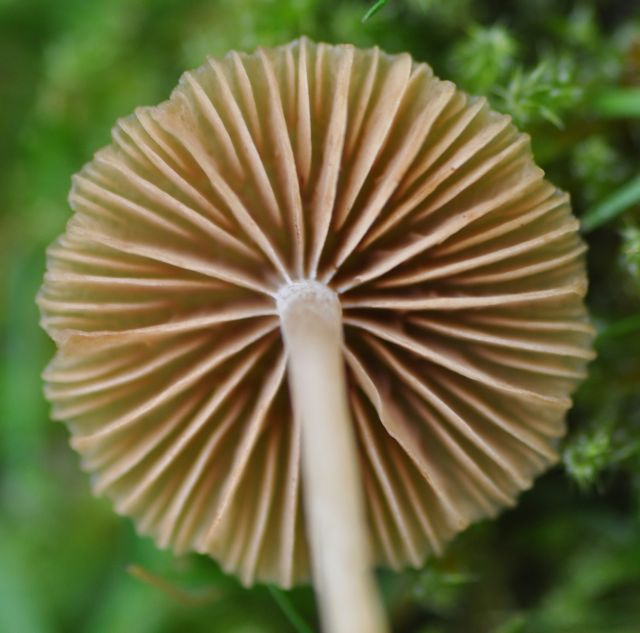
Lamellen